# Tumbarumba Shire
Koordinaten: 35° 57′ S, 148° 6′ O

Tumbarumba Shire war ein lokales Verwaltungsgebiet (LGA) im australischen Bundesstaat New South Wales. Das Gebiet war 4.392 km² groß und hatte zuletzt etwa 3.350 Einwohner. 2016 ging es im Snowy Valleys Council auf.
Tumbarumba lag im Südosten des Staates am Murray River an der Grenze zu Victoria etwa 120 km Luftlinie südwestlich der australischen Hauptstadt Canberra und 470 km nordöstlich von Melbourne. Das Gebiet umfasste 44 Ortsteile und Ortschaften, darunter Courabyra, Geehi, Greg Greg, Khancoban, Mannus, Munderoo, Ournie, Tooma, Tumbarumba und Welaregang sowie Teile von Jingellic und Rosewood. Der Sitz des Shire Councils befand sich in der Stadt Tumbarumba im Nordwesten der LGA, wo zuletzt etwa 1.500 Einwohner lebten.

## Verwaltung
Der Tumbarumba Shire Council hatte acht Mitglieder, die von allen Bewohnern der LGA gewählt wurden. Tumbarumba war nicht in Bezirke untergliedert. Aus dem Kreis der Councillor rekrutierte sich auch der Mayor (Bürgermeister) des Councils.